# Татары в Таджикистане
Татары в Таджикистане (тат. Таҗикстан татарлары) — представители национальных меньшинств Таджикистана.

## Численность
Численность татар по данным переписи 2010 года составила 6512 человек. Подавляющее большинство проживает основном в городе Душанбе, Согдийской области, Хатлонской области и районах республиканского подчинения. Владеют русским, татарским и таджикским языками.
| Народ  | 1926   | %       | 1959    | %       | 1989    | %       | 2000    | %       | 2010    | %       |
| ------ | ------ | ------- | ------- | ------- | ------- | ------- | ------- | ------- | ------- | ------- |
| всего  | 827083 | 100,00% | 1979897 | 100,00% | 5092603 | 100,00% | 6127493 | 100,00% | 7564502 | 100,00% |
|        |        |         |         |         |         |         |         |         |         |         |
| татары | 950    | 0,11%   | 55046   | 2,78%   | 72228   | 1,42%   | 18949   | 0,31%   | 6512    | 0,09%   |

## Организации
В Таджикистане действует татаро-башкирский центр "Дуслык" ("Дружба").